# John Ruggles
John Ruggles (Westborough, 1789. október 8. – Thomaston, 1874. június 20.) az Amerikai Egyesült Államok szenátora (Maine, 1835–1841).